# Frehiwat Goshu
Frehiwat Goshu (ur. 28 czerwca 1990) – etiopska lekkoatletka specjalizująca się w biegach średnich i długich.
W biegu na 1500 metrów uplasowała się tuż za podium zajmując w 2007 czwarte miejsce na mistrzostwach Afryki juniorów. Rok później zdobyła brązowy medal mistrzostw globu juniorów na dystansie 3000 metrów. Wraz z koleżankami z reprezentacji zdobyła w kategorii juniorek drużynowe mistrzostwo świata w biegu na przełaj (2009).
Rekordy życiowe: bieg na 1500 m – 4:13,54 (25 lipca 2009, Barcelona); bieg na 3000 m – 8:50,38 (6 września 2009, Rieti). 

## Osiągnięcia
| Rok  | Impreza                               | Miejsce   | Konkurencja           | Lokata     | Wynik   |
| ---- | ------------------------------------- | --------- | --------------------- | ---------- | ------- |
| 2007 | Mistrzostwa Afryki juniorów           | Wagadugu  | bieg na 1500 m        | 4. miejsce | 4:21,89 |
| 2008 | Mistrzostwa świata juniorów           | Bydgoszcz | bieg na 3000 m        | 3. miejsce | 9:03,76 |
| 2009 | Mistrzostwa świata w biegu na przełaj | Amman     | bieg juniorek na 6 km | 4. miejsce | 20:34   |
| 2009 | Mistrzostwa świata w biegu na przełaj | Amman     | drużyna juniorek      | 1. miejsce |         |
| 2009 | Światowy finał lekkoatletyczny IAAF   | Saloniki  | bieg na 3000 m        | 9. miejsce | 8:58,21 |